# Брошь из Тангендорфа
Брошь из Тангендорфа — дисковидная брошь (фибула) III века нашей эры, найденная в кургане в Тангендорфе, Нижняя Саксония, Германия. Лицевая сторона броши украшена изображением четвероногого животного, вероятно, оленя или собаки. Это одна из самых значимых находок периода Римской империи, сделанных в районе Харбург. Хранится в Археологическом музее Гамбурга.

## Обнаружение
Брошь была найдена в 1930 году на северо-западной окраине поселения Тангендорф на участке земли, известном как Im schwarzen Dorn («черный дорн»). Добывая песок из насыпи над курганным захоронением бронзового века, фермер Генрих Вилле обнаружил фибулу, а также бронзовую заколку для волос и бронзовый наконечник копья. Заколка и наконечник были переданы в музей Гельмса (прежнее название Археологического музея Гамбурга), а брошь была передана учителю начальной школы Тангендорфа, который счел её современным изделием, не представляющим археологической ценности. Брошь случайно попала в поле зрения директора музея Гельмса археолога Вилли Вегевица, который распознал древнее изделие и организовал раскопки кургана.
Вскоре там же были обнаружены ещё бронзовые детали от заколки для волос. Фермер указал место, где нашел брошь, «выцветание» почвы в том месте могло указывать на захоронение кремированных останков. Из-за того, что находка не была с самого начала надлежащим образом зафиксирована, восстановить археологический контекст уже не представлялось возможным. Курганный холм представляет собой наложение двух эпох — позднего бронзового и железного века. Возможно, курган содержал и другие артефакты, поскольку обычно захоронения такого типа сопровождались более обильным погребальным инвентарем, однако они не были обнаружены.
Основываясь на описаниях фермера, исследователи предположили, что брошь относилась к кремированному погребению железного века, осуществлённому поверх более раннего курганного захоронения, что подтверждается другими археологическими находками погребений железного века.

## Описание
Брошь имеет дисковидную форму и сложную, многослойную структуру. Лицевая сторона представлена тонким серебряным листом диаметром 58 мм, украшенного огневым золочением и чернением. Лицевая сторона крепится серебряными заклепками к медной пластине толщиной 3 мм и аналогичного диаметра. Задняя серебряная пластина имеет толщину 78 мм и значительно больший диаметр.

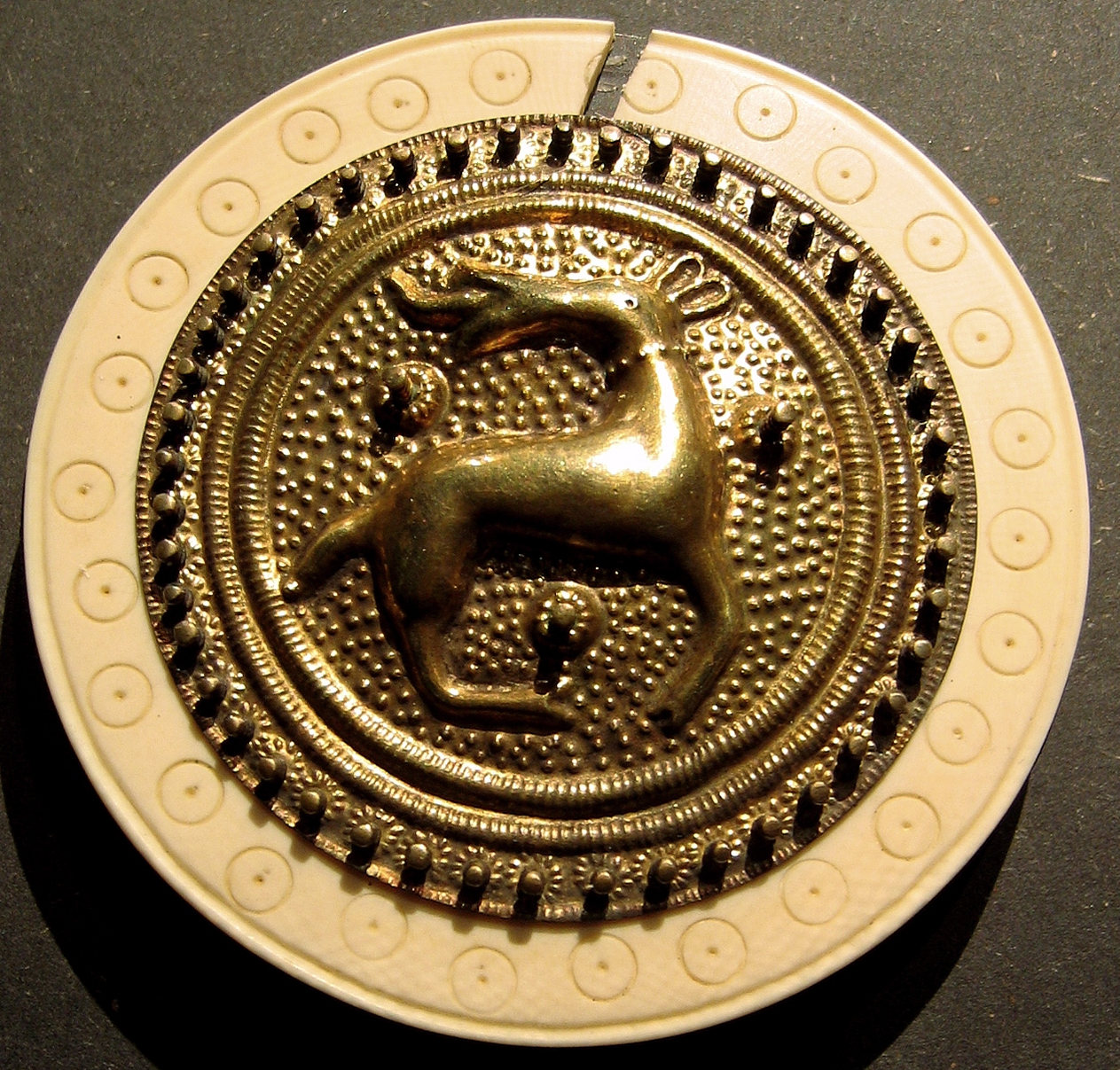
Реконструкция Ханса Дрешера, включающая кольцо из слоновой кости с узором

Лицевая сторона украшена изображением четвероногого животного с развернутой назад головой и высунутым языком, копытами и узором на шее, напоминающем ошейник. Высказывались предположения, что изображенным животным может быть как собака, так и безрогий представитель семейства оленевых. Ноги животного согнуты, чтобы вписываться в круглую форму изделия. Пространство вокруг фигуры заполнено узором, имитирующим зернь, а также декоративными розетками, маскирующими скрепляющие слои заклёпки.
Сохранность броши, в том числе лицевое изображение, несколько пострадало в результате процессов аллотропии из-за использования оловянных компонентов в основе. Выступающие края основания также сильно повреждены. Под медной пластиной были обнаружены следы органического материала, вероятно, слоновой кости. Согласно предположениям исследователей, кольцо из слоновой кости, лежащее на серебряной подложке, должно было составлять 10 мм в ширину.
После детального изучения оригинального изделия Ханс Дрешер изготовил две реконструкции броши: одну — для музея Гельмса, вторую — для Государственного музея Нижней Саксонии. В своих реконструкциях Дрешер восстановил кольцо из слоновой кости, снабдив его узором из колец, перекликающимся с узором по краю лицевой пластины броши.